# دراسات جينية على البشناق
كما هو الحال مع جميع الدول الأوروبية الحديثة، توجد درجة كبيرة من «الاستمرارية البيولوجية» بين البوسنيين والبشناق وأسلافهم القدامى مع سلالات كروموسومية Y تشهد على السلالة الأوروبية في العصر الحجري القديم. أظهرت الدراسات المستندة إلى علامات ثنائية الأليلات لـ NRY (منطقة غير قابلة لإعادة التركيب لكروموسوم Y) أن المجموعات العرقية الرئيسية الثلاث للبوسنة والهرسك (البوسنيون والصرب البوسنيون والكروات البوسنيون) تتقاسم على الرغم من بعض الاختلافات الكمية، وهو جزء كبير من نفس مجموعة الجينات القديمة المميزة للمنطقة. علاوة على ذلك، أظهرت تحليل تقارير المعاملات المشبوهة الجسدية عدم وجود فرق كبير بين سكان البوسنة والهرسك والسكان المجاورين.

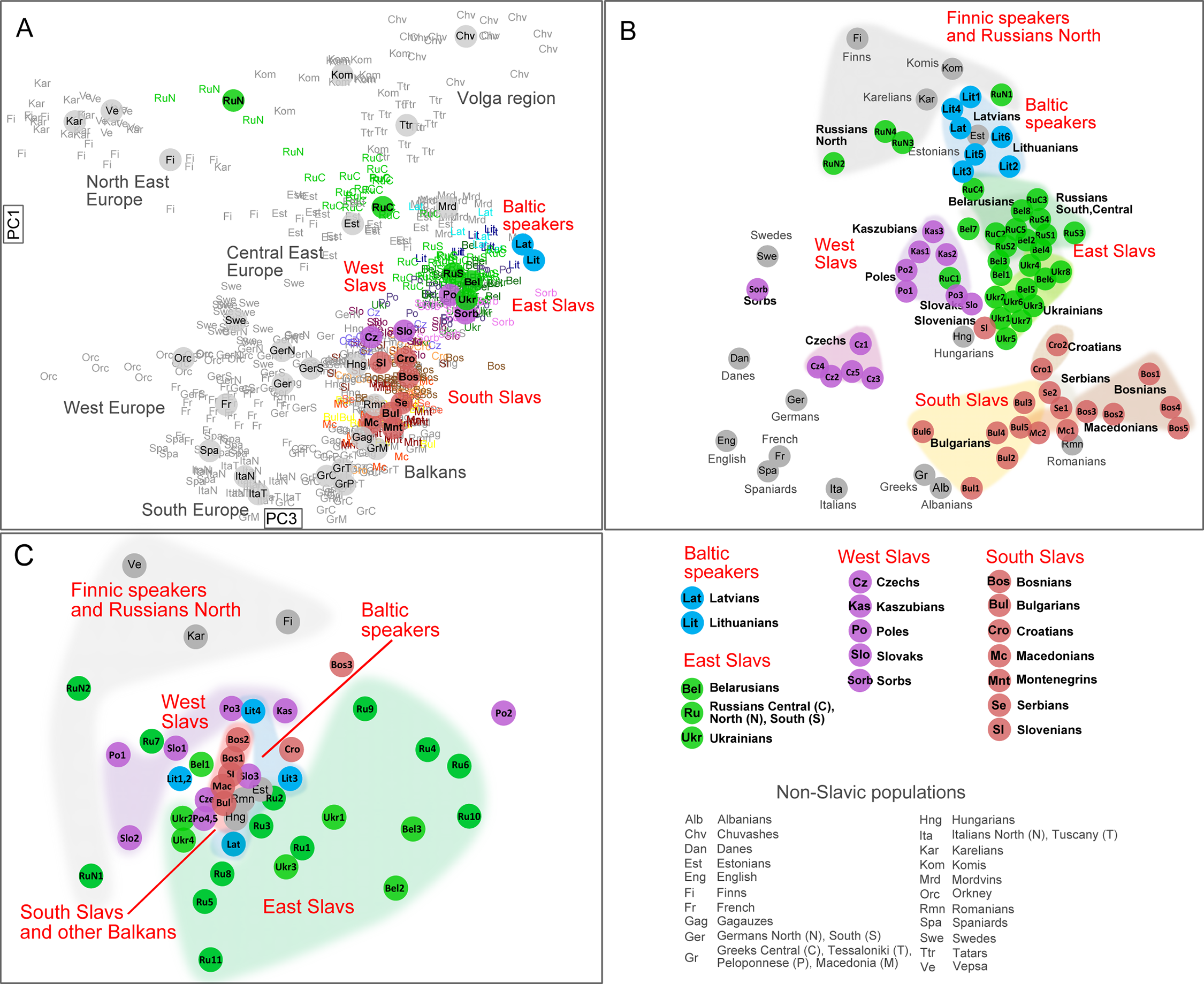
التركيب الجيني للبوسنيين في السياق الأوروبي وفقًا لثلاثة أنظمة وراثية: DNA جسمي (A) و Y-DNA (B) و mtDNA (C) لكل Kushniarevich et al. (2015)